# Casacará
Casacará es un centro poblado del municipio de Agustín Codazzi, departamento del Cesar, Colombia. Es el centro poblado más poblado e importante del municipio. Situada cerca del río que le da nombre a la localidad. Limita al norte con el centro poblado Llerasca y al sur con el municipio de Becerril. Tiene aproximadamente 10.000 habitantes.
La economía del centro poblado se basa en su mayoría en el cultivo de palma africana, minería de carbón de hulla, ganadería y diferentes siembras como plátano, yuca y otras hortalizas.

## Historia
El 18 de mayo de 2000 un grupo de paramilitares del Bloque Norte instaló un retén en la carretera que conduce del municipio de Becerril al centro poblado de Casacará, municipio de Codazzi, Cesar, y asesinó a cinco personas, después las enterró en el monte y no se supo más de ellas.

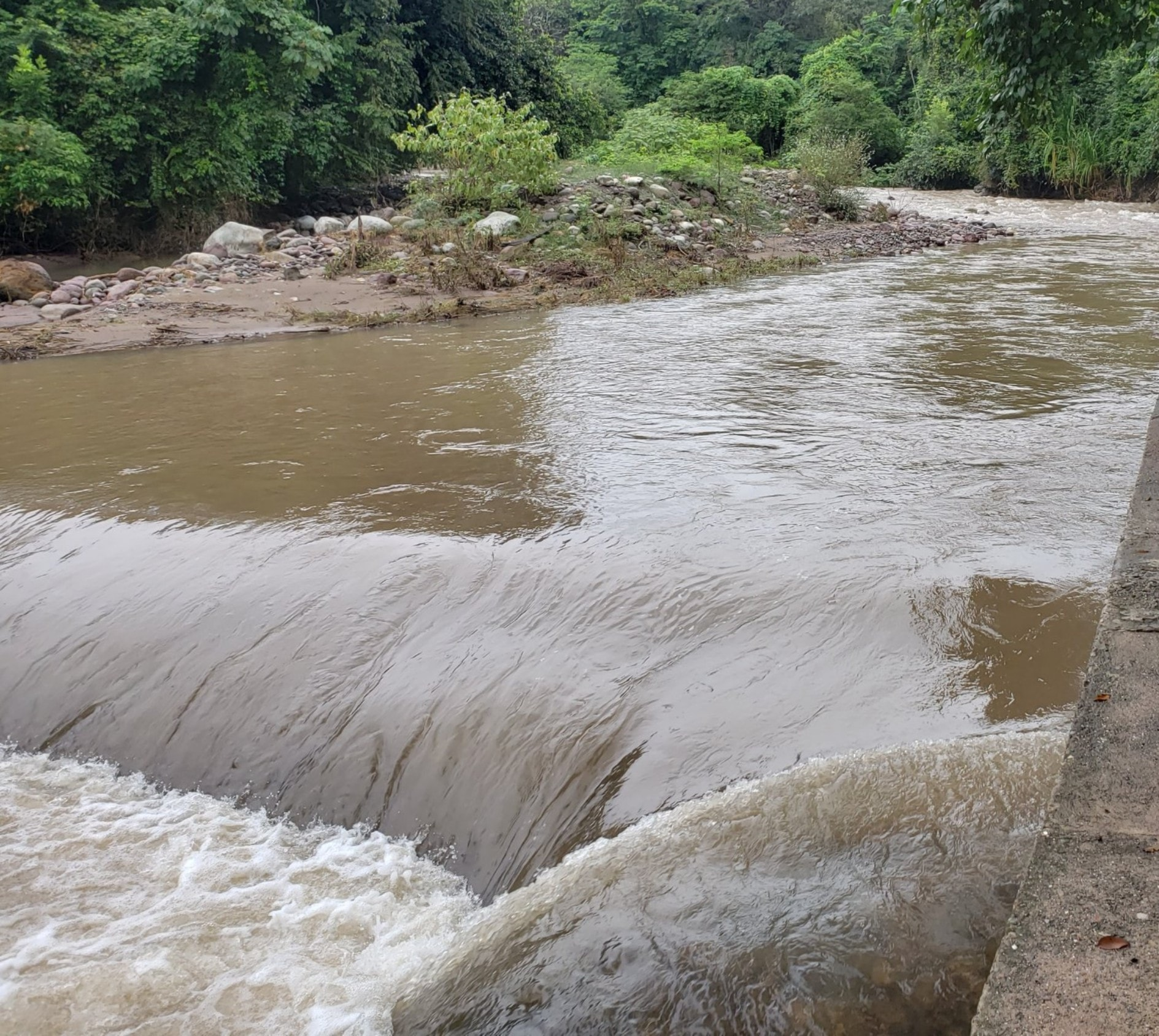
Río Casacara